# Rosheim

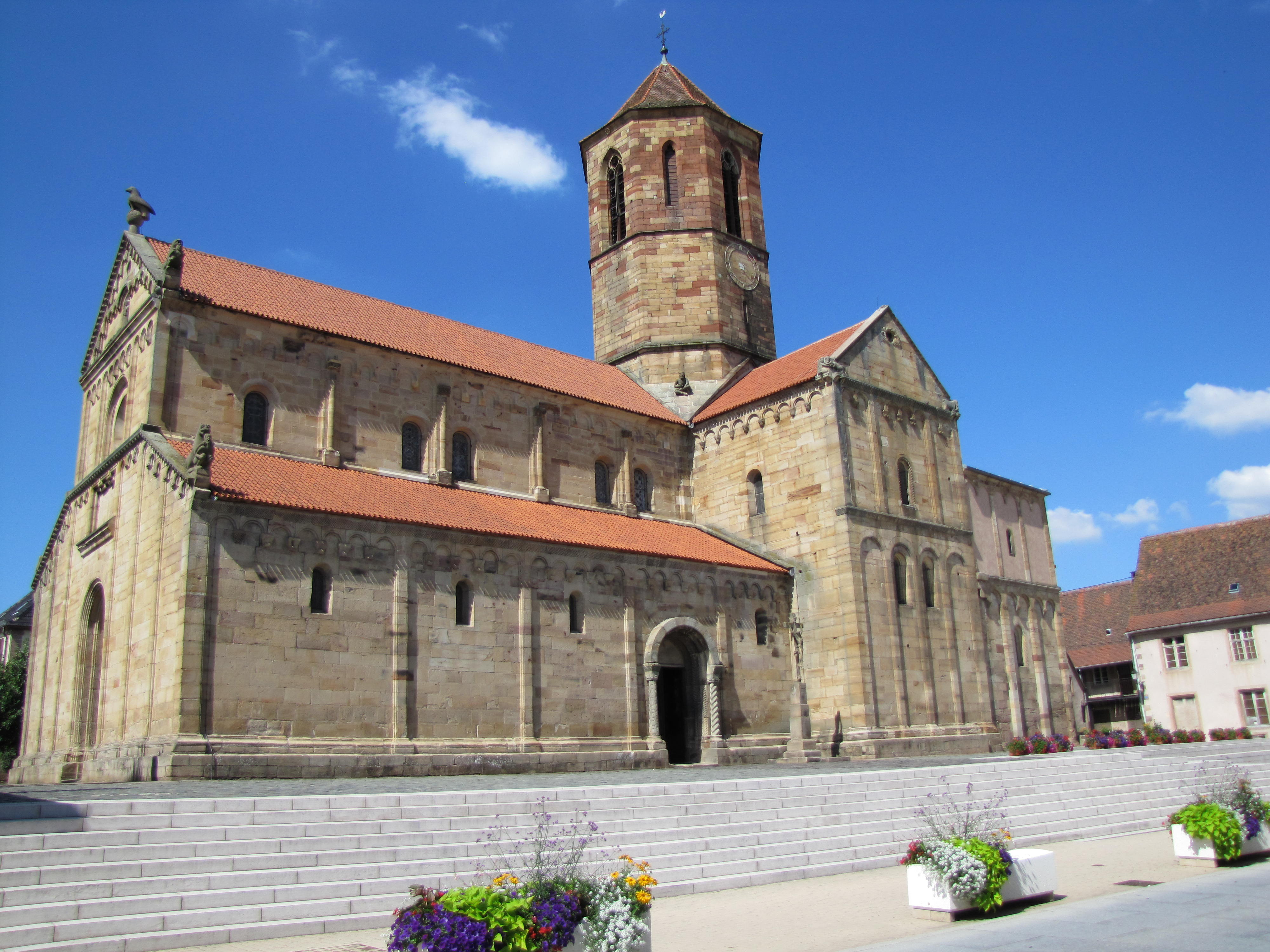
Peter- und Paulskirche, 12. Jh., 1860 restauriert

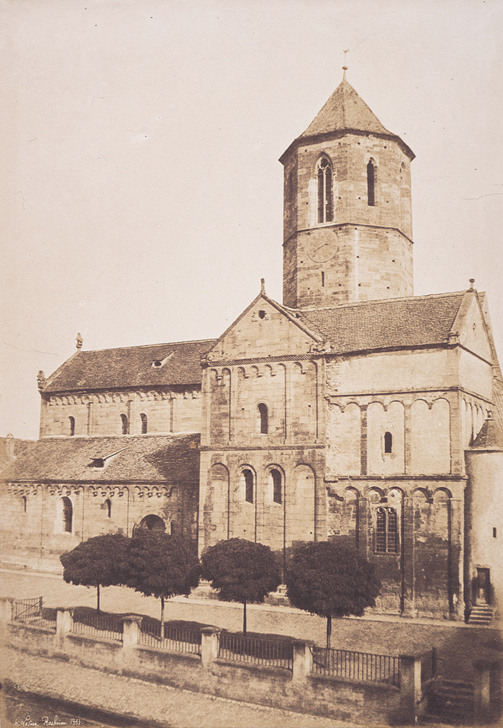
Kirche in einer Aufnahme von Henri Le Secq (1851)

Rosheim ist eine französische Stadt im Département Bas-Rhin in der Europäischen Gebietskörperschaft Elsass und in der Region Grand Est mit 5.360 Einwohnern (Stand 1. Januar 2021).

## Geographische Lage
Rosheim liegt im Unterelsass am Rand der Vogesen am Rosenmeerbach auf einer Höhe von 192 m ü. NN, etwa 25 km südwestlich von Straßburg.

## Geschichte
In alten Urkunden wurde der Ort erwähnt als Rodasheim (778), Rodesheim (1236), Rodisheim, villa Rotsem (13. Jh.) und als oppidum Rodesheim (1303).
Das Kloster Fulda war hier früh begütert, 959 folgte dann das Kloster Lure (bei Belfort), dem Kaiser Otto I. hier Güter schenkte. Auch das Kloster Jung-Sankt-Peter in Straßburg erhielt 1052 hier Besitz durch eine Urkunde Kaiser Heinrichs III. Die Ortschaft des Heiligen Römischen Reichs erhielt 1262 Stadtrecht, verbunden mit dem Recht, eine Stadtmauer zu bauen. 1303 wurde Rosheim Reichsstadt. Während der Pestpogrome 1348/49 wurden die jüdischen Einwohner umgebracht. 1354 gehörte sie zu den Städten, die den Zehnstädtebund bildeten. Die Kaiserliche Stadt wurde 1680 vom Königreich Frankreich annektiert.
Durch den Frankfurter Frieden vom 10. Mai 1871 kam das Gebiet an das deutsche Reichsland Elsaß-Lothringen, und das Dorf wurde dem Kreis Molsheim im Bezirk Unterelsaß zugeordnet. Nach dem Ersten Weltkrieg musste die Region aufgrund der Bestimmungen des Versailler Vertrags 1919 an Frankreich abgetreten werden. Im Zweiten Weltkrieg war die Region von der deutschen Wehrmacht besetzt, und die Stadt stand bis 1944 unter deutscher Verwaltung. Die Synagoge von Rosheim wurde entweiht und das Mobiliar gestohlen. Die in der Stadt verbliebenen jüdischen Einwohner wurden 1940 nach Südfrankreich deportiert. Nach Angaben von Yad Vashem wurden fünfundvierzig ehemalige jüdische Einwohner Opfer der nationalsozialistischen Endlösung.

### Demographie
| Jahr | Einwohner | Anmerkungen |
| ---- | --------- | --- |
| 1780 | –         | ca. 300 Feuerstellen (Haushaltungen), zusätzlich einige jüdische Familien                                                                  |
| 1821 | 3646      | fast alle Katholiken, ca. 250 Juden |
| 1846 | 3971      | [ 9 ] |
| 1872 | 3724      | am 1. Dezember, in 622 Häusern |
| 1880 | 3602      | am 1. Dezember, einschließlich Militär, auf einer Fläche von 3022 ha, in 652 Häusern, davon 3241 Katholiken, 47 Protestanten und 310 Juden |
| 1885 | 3481      | [ 12 ] |
| 1890 | 3264      | in 624 Häusern mit 860 Haushaltungen, davon 2916 Katholiken, 56 Protestanten und 292 Juden                                                 |
| 1905 | 3169      | meist katholische Einwohner |
| 1910 | 3062      | [ 14 ] [ 15 ] [ 9 ] |

| Jahr      | 1962 | 1968 | 1975 | 1982 | 1990 | 1999 | 2007 | 2017 |
| --------- | ---- | ---- | ---- | ---- | ---- | ---- | ---- | ---- |
| Einwohner | 3004 | 3291 | 3499 | 3766 | 4016 | 4548 | 4721 | 5149 |

### Romanisches Wohnhaus

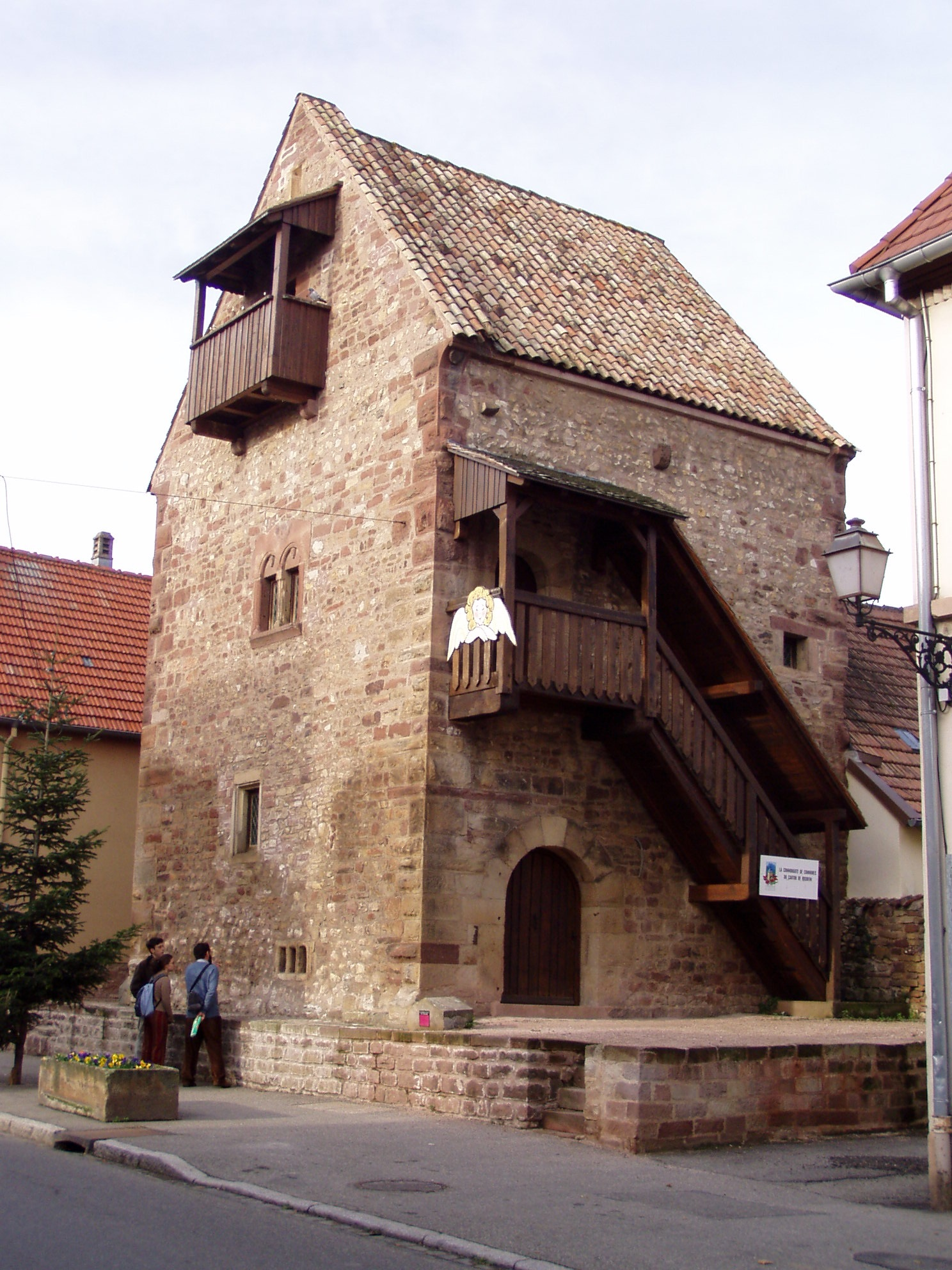
Romanisches Wohnhaus

Dieser fälschlich auch Heidenhaus genannte romanische Wohnturm gilt als eines der ältesten erhaltenen zivilen Bauwerke des Elsass. Es befindet sich zwischen den Nummern 21 und 23 rue du Général-de-Gaulle. Mitte des 12. Jahrhunderts (1152) wurde es ganz in Stein erbaut, errichtet wie ein kleiner viereckiger Bergfried, der nur über eine abnehmbare Treppe vom Erdgeschoss aus zugänglich war, ursprünglich von einem Hof umgeben und aller Wahrscheinlichkeit nach von einer Palisade. Es sollte sicherlich eine Rolle in Rosheims Verteidigungssystem spielen, bevor das Dorf im 14. Jahrhundert den Status einer Stadt erhielt und seinen neuen Stadtwall baute. Es kontrollierte tatsächlich den westlichen Rand der Oberstadt (Gemeinde Saint-Étienne). Es verfügt über Außenlatrinen. Das Gebäude wurde 2003/04 einer grundlegenden Restaurierung unterzogen und dient heute als Museum im Rahmen der Romanischen Straße im Elsass.

## Sehenswürdigkeiten
In Rosheim stehen zahlreiche Gebäude als Monuments historiques unter Denkmalschutz:
- Église Saints-Pierre-et-Paul (Peter- und Paulskirche) (12. Jahrhundert, Vierungsturm im 14. Jahrhundert erhöht, Orgel von Andreas Silbermann 1733)
- Église Saint-Étienne (Stefanskirche, 18. Jahrhundert, Glockenturm noch 12. Jahrhundert)
- Maison romane Romanisches Wohnhaus (12. Jahrhundert)
- Hôtel de ville, (Rathaus, 18. Jahrhundert)
- Puits à six seaux („Sechseimerbrunnen“, 17. Jahrhundert)
- Vier Tortürme (13. und 14. Jahrhundert)
- Fachwerkhäuser (16. Jahrhundert)
- Synagoge, erbaut 1884 im neoromanischen Stil

Siehe auch:
- Benediktinerinnenkloster Rosheim

Ortsbilder
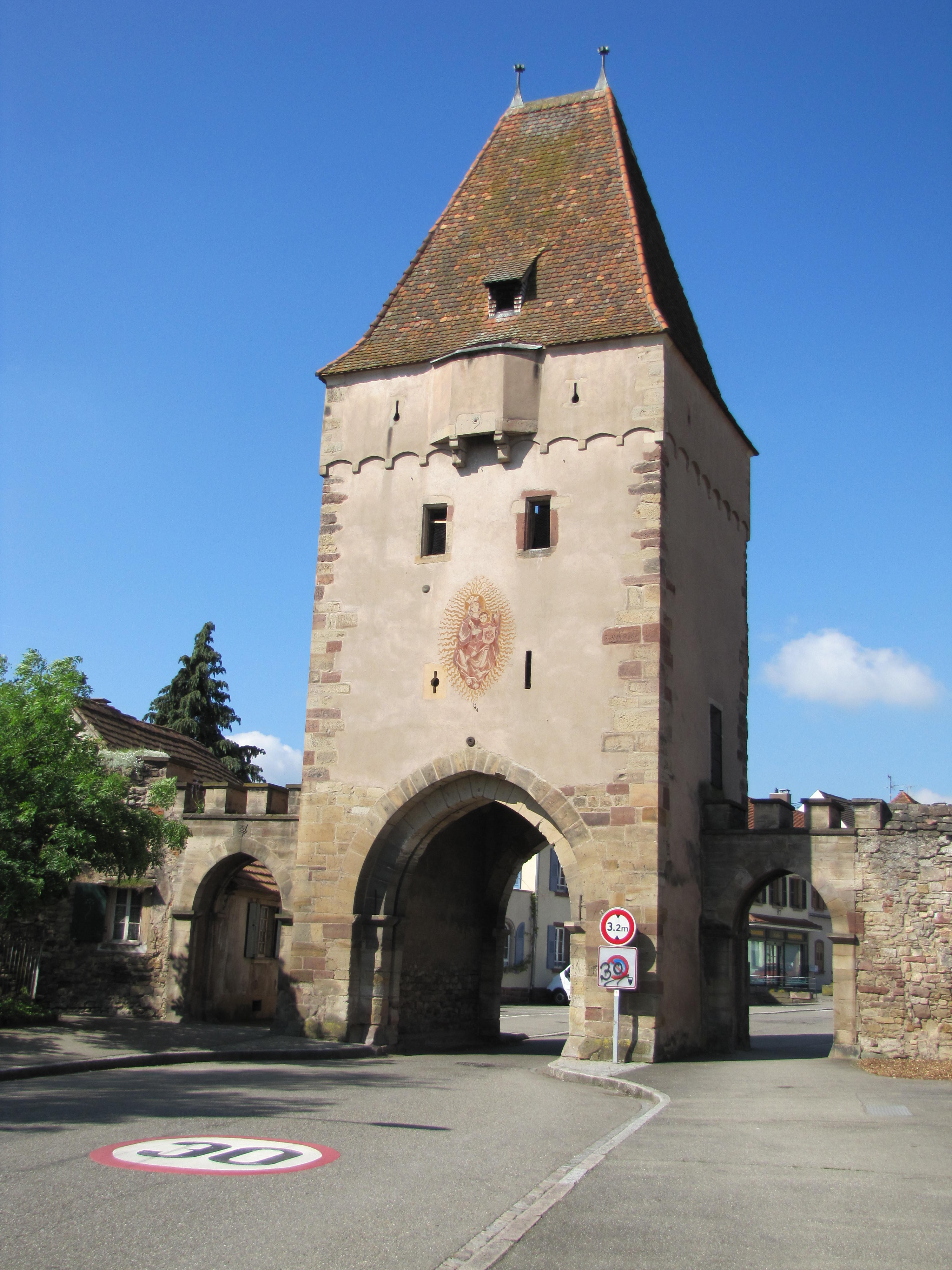
Niedertor
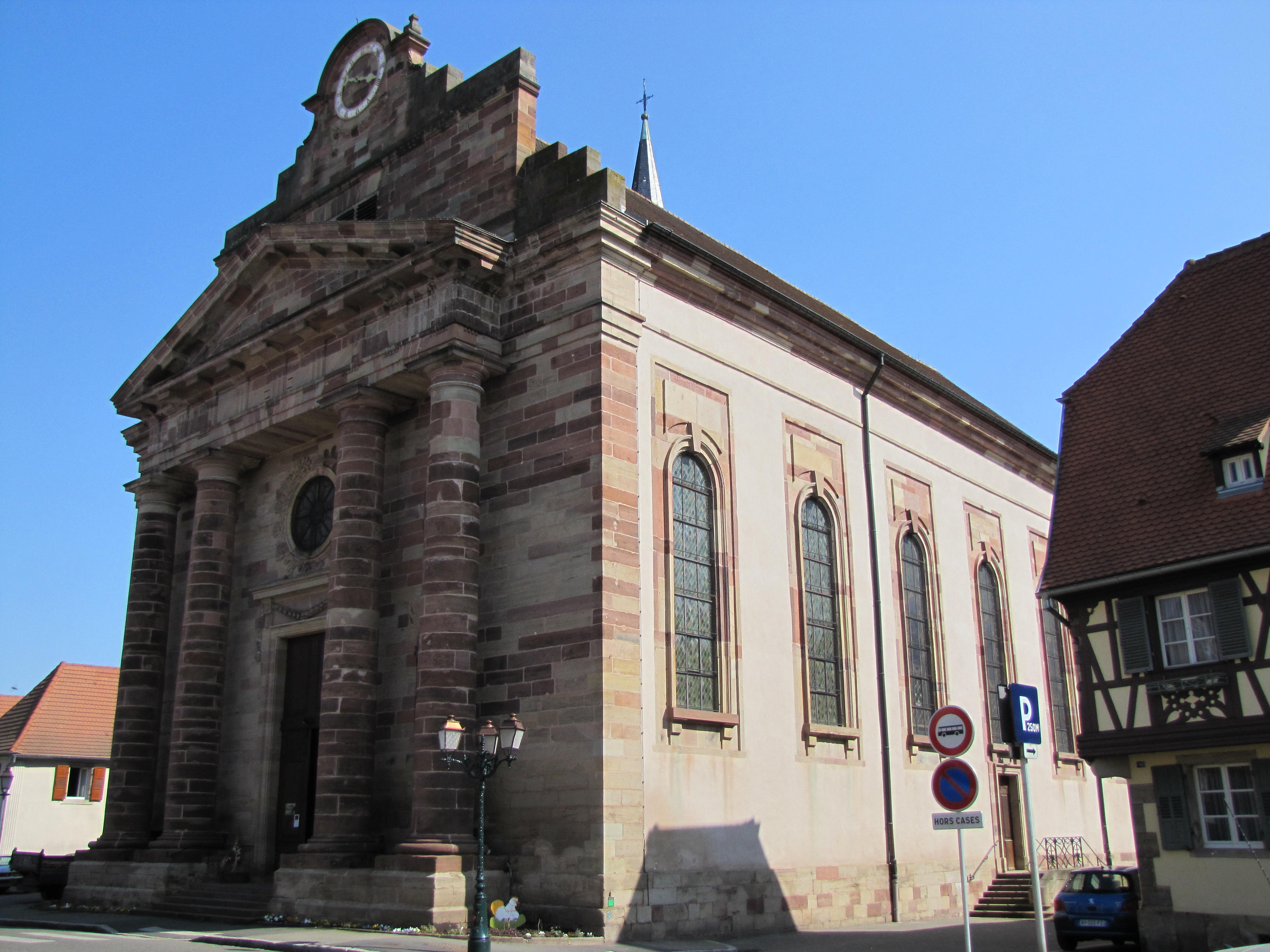
Stefanskirche
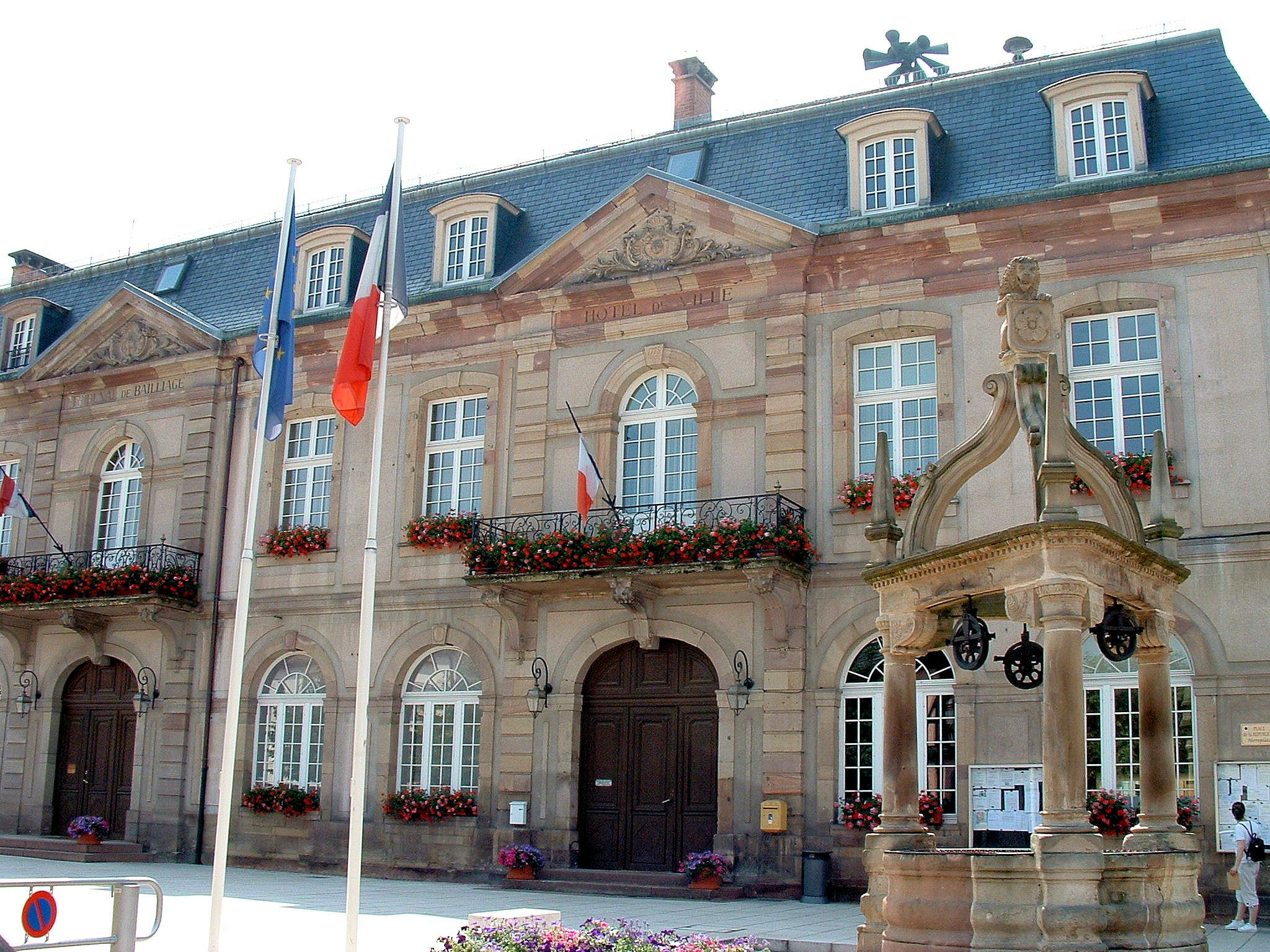
Rathaus, davor der Sechseimerbrunnen
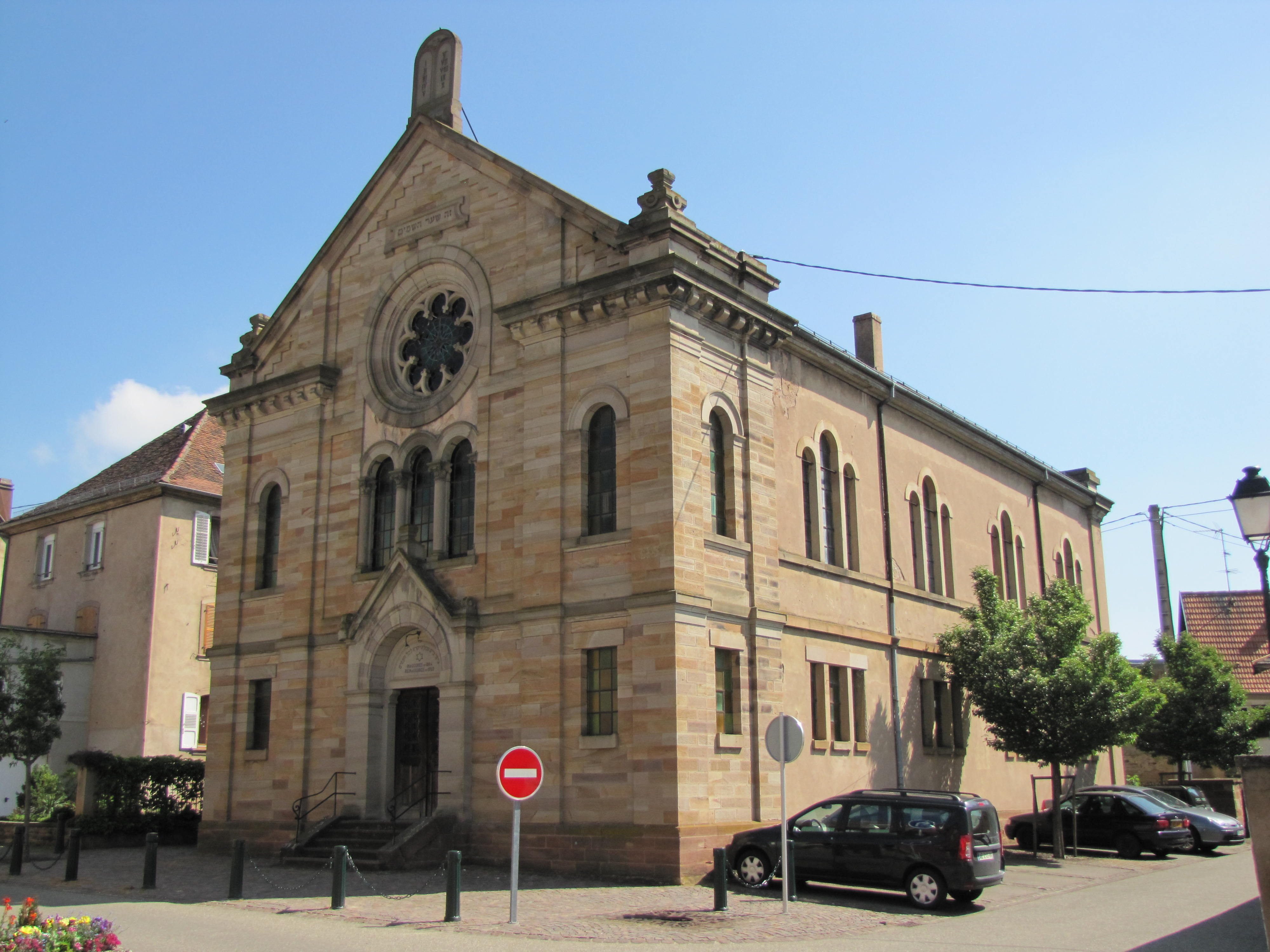
Synagoge

## Partnergemeinden
Rosheim unterhält eine Partnerschaft mit der Gemeinde Kappelrodeck in Baden-Württemberg (Deutschland). Die Partnerschaftsurkunde zwischen beiden Gemeinden wurde am 9. Oktober 1994 in Kappelrodeck und am 12. März 1995 in Rosheim unterzeichnet.

## Verkehr

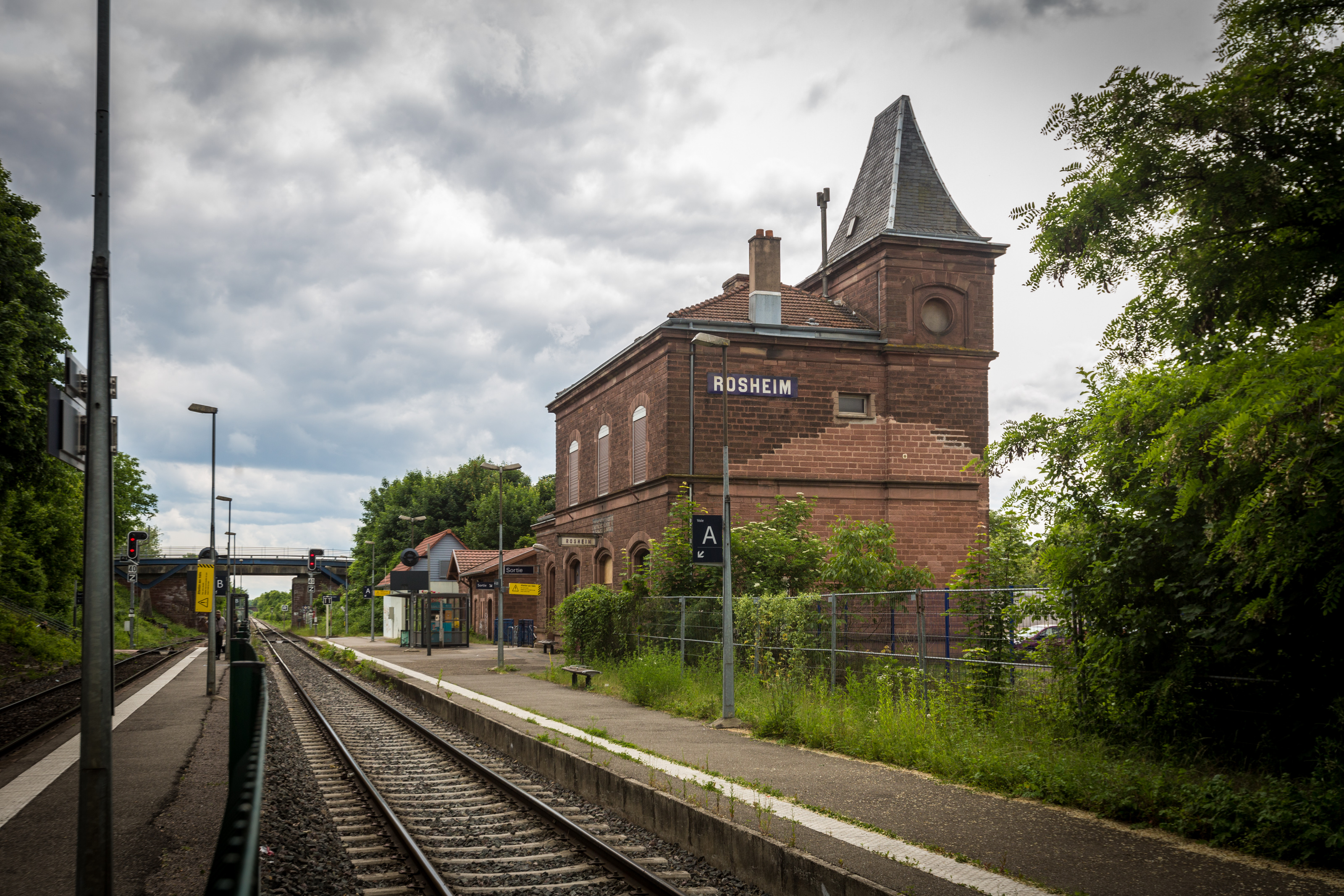
Bahnhof Rosheim

Rosheim liegt an der Bahnstrecke Sélestat–Saverne und wird von TER-Zügen von und nach Strasbourg und Sélestat bedient. Das Empfangsgebäude ist ein Typenbau und stammt von 1879, als die Reichseisenbahnen in Elsaß-Lothringen (EL) die Strecke betrieben.

## Persönlichkeiten
- Heinrich Eggestein (ca. 1415–1488), Pionier des Buchdrucks, in Rosheim geboren
- Josel von Rosheim (1476–1554), einer der bedeutendsten Vertreter des mitteleuropäischen Judentums in seiner Zeit, vermutlich in Rosheim gestorben
- Leopold Roos (1768–1838), Talmudlehrer, über 30 Jahre lang Rabbiner in Grünstadt
- Colomban-Marie Dreyer OFM (1866–1944), Ordensgeistlicher, römisch-katholischer Erzbischof und Diplomat des Heiligen Stuhles
- Jean-Marie Lehn (* 1939), Nobelpreis für Chemie 1987, in Rosheim geboren
- Claude Vasconi (1940–2009), Architekt, in Rosheim geboren
- Maxime Alexandre (1899–1976), surrealistischer Schriftsteller, in Rosheim begraben